# عثمان كيتا
عثمان كيتا (بالفرنسية: Ousmane Keita)‏ (9 مايو 1994 بمالي - ) هو لاعب كرة قدم مالي في مركز الدفاع. لعب مع نادي النصر ونادي دجوليبا ونادي سموحة.

## وصلات خارجية
- عثمان كيتا على موقع قاعدة بيانات كرة القدم.إي يو (الإنجليزية)